# 인터넷 헌트
인터넷 헌트(The Internet Hunt, 인터넷 사냥)란 인터피디아를 개발한 릭 게이츠가 고안하고 인도했던 매달마다하는 온라인 게임/검색이다. 그는 매달 10개의 문제를 제출하고 인터넷 검색엔진을 통하여 방법과 정확한 답을 주는 개인이나 팀에게 승자로 선언하였다. 1992년부터 1995년까지 운영되었다. 참가자들은 백과사전과 같은 전통적인 참고자료를 사용할 수 없고 온라인으로만 검색해야 했다.

## 헌트 문제

### 규칙
릭 게이츠는 리스트서버(LISTSERV)를 사용하여 메일로 문제의 답을 쓰는 규칙에 대해서 먼저 안내를 한다. 난이도가 어려울수록 점수가 높고, 가능한 많이 답변을 해야 하며, 답을 먼저 보낸 사람이 우선권이 있으며, 마지막으로 답변은 반드시 릭 게이츠가 보냈던 자신의 싸인이 아래에 표시된 그 메일로 보내야 했다.

### 문제들
그가 출제한 문제들은 대략 다음과 같다.
내일 일본으로 출발하는데 달러를 대략 얼마정도의 주고 받을 앤화로 교환해야 하는지?
지금 허리케인이 부는데 인공위성 사진을 어디서 구할 수 있는지.
덴버의 고등학교에서 사회학 교사의 직업을 어디서 구할지 지역단체리스트 발견할 수 있는 곳,
빌 클리턴 대통령이 지구의 날 연설하는데 텍스트를 어디서 구할지 등등이다.

## 참고 문헌
1. Silicon Snake Oil, Clifford Stoll, Doubleday, 1995, pp189–190